# Harvey Lodish

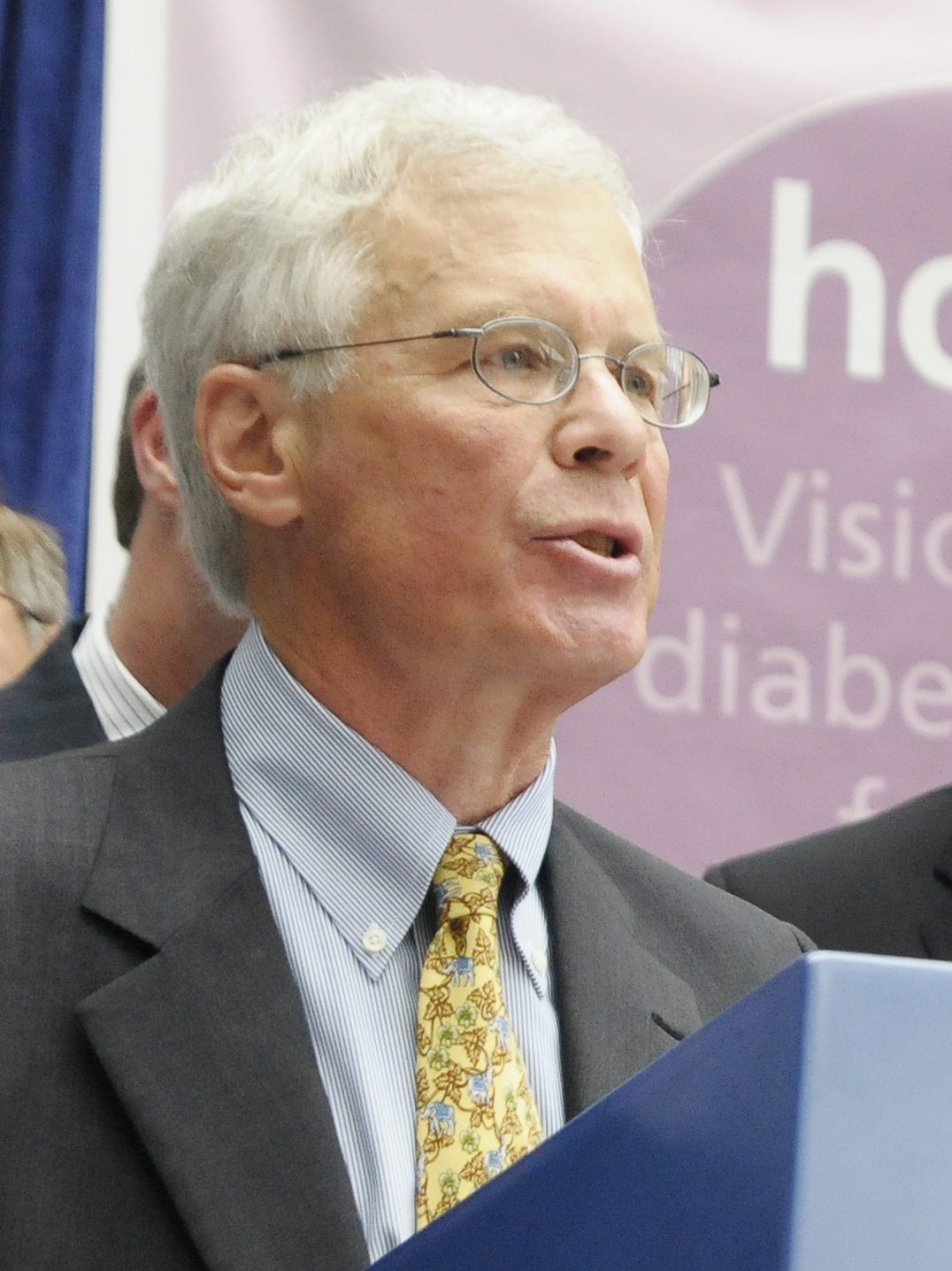
2008

Harvey Franklin Lodish (* 16. November 1941 in Cleveland, Ohio) ist ein US-amerikanischer Molekular- und Zellbiologe. Er ist Professor am Massachusetts Institute of Technology und einer der Gründungsmitglieder des Whitehead-Instituts für biomedizinische Forschung.
Lodish studierte am Kenyon College Mathematik und Chemie mit dem Bachelor-Abschluss 1962 (summa cum laude) und wurde 1966 bei Norton Zinder an der Rockefeller University in Genetik promoviert. Als Post-Doktorand war er bis 1968 am Laboratory of Molecular Biology in Cambridge bei Sydney Brenner und Francis Crick. 1968 wurde er Assistant Professor und 1976 Professor für Biologie am MIT, wo er 1983 Gründungsmitglied des Whitehead Institute wurde (unter dessen Direktor David Baltimore). 1999 wurde er Professor für Biological Engineering am MIT (die Abteilung war damals neu gegründet worden).
Er ist mit Baltimore Autor eines verbreiteten Lehrbuchs der Molekular- und Zellbiologie. Er war an der Gründung mehrerer Startups in der Pharmazie und Biotechnologie beteiligt. In seinem Labor forschten zwei spätere Nobelpreisträger (Aaron Ciechanover, James Rothman).
Anfangs befasste er sich mit der genetischen Kontrolle der Proteinsynthese in Zellen und mit der Entwicklung des Schleimpilzes Dictyostelium. Ab 1973 befasste er sich mit der Funktion einiger wichtiger Glykoproteine in Zellmembranen (zum Beispiel des Endoplasmatischen Reticulums). Er erforschte Funktion und Aufbau von Rezeptoren und Transportproteinen.
Sein Labor erforscht zurzeit (2016) die Entwicklung roter Blutkörperchen und rote Blutkörperchen als Hilfsmittel und Zugang für Diagnose, neue Medikamente und das Immunsystem modulierende Substanzen, lange nichtcodierende RNA (lncRNA) und die Entwicklung von Insulinresistenz und Stress-Antworten von Adipozyten.
2004 war er Präsident der American Society for Cell Biology. Lodish ist Mitglied der National Academy of Sciences, der American Academy of Arts and Sciences, der American Association for the Advancement of Science und auswärtiges Mitglied der European Molecular Biology Organization (EMBO). Er war Guggenheim Fellow.
Er ist Ehrendoktor und Trustee des Kenyon College.

## Schriften
- mit James Darnell, David Baltimore: Molekulare Zellbiologie. de Gruyter, Berlin, New York 1993
- mit Arnold Berk, Chris A. Kaiser, Monty Krieger, Anthony Bretscher, Hidde Ploegh, Angelika Amon, Kelsey C. Martin: Molecular Cell Biology, 8. Auflage, Freeman 2016, ISBN 978-1-4641-8339-3